# Víktor Xklovski
Víktor Boríssovitx Xklovski (Виктор Борисович Шкловский; Sant Petersburg, 24 de gener de 1893 - Moscou, 6 de desembre de 1984) fou un crític rus i soviètic, escriptor, i pamfletista.
Xklovski va néixer Sant Petersburg, Rússia. El seu pare era jueu i la seva mare era d'origen alemany/rus. Assistí a la Universitat Estatal de Sant Petersburg.
Durant la Primera Guerra Mundial, s'oferí voluntari per a l'Exèrcit Rus i finalment es convertí en instructor de conducció per a unitats de blindats lleugers a Sant Petersburg. Allà, el 1916, fundà l'OPOIAZ (rus: Общество изучения Поэтического Языка-Óbsxestvo izutxénia POetítxeskogo IAZikà - Societat per a l'estudi de la llengua poètica), un dels dos grups, amb el Cercle Lingüístic de Moscou, que desenvoluparen les teories crítiques i tècniques del formalisme rus.
Xklovski participà en la Revolució de Febrer de 1917. Llavors va ser enviat pel Govern Provisional Rus com a comissari adjunt a Front Sud-oest on va ser ferit i on va aconseguir una medalla al valor. Després d'això, va ser commissari adjunt del Cos Expedicionari rus a Pèrsia (vegeu Campanya Persa).
Xklovski retornà a Sant Petersburg a començaments del 1918, després de la Revolució d'octubre. S'oposà a bolxevisme i participà en una conspiració anti-bolxevic de membres de Partit Social-Revolucionari. Després que la conspiració fos descoberta per la Txekà Xklovski va passar a la clandestinitat viatjant per Rússia i Ucraïna, però finalment va ser perdonat el 1919 a causa de les seves connexions amb Maksim Gorki i decidí d'abstenir-se de l'activitat política. Els seus dos germans van ser executats pel règim Soviètic (l'una el 1918, l'altre el 1937) i la seva germana moria de fam a Sant Petersburg el 1919.
Xklovski s'integrà a la societat Soviètica i fins i tot participà en la Guerra Civil Russa, servint a l'Exèrcit Roig; però el 1922 va haver de tornar a la clandestinitat i va haver de fugir de Rússia per escapar de l'arrest, a causa de les seves activitats prèvies. A Berlín el 1923 publicà les seves memòries sobre els anys 1917-1922, anomenades Sentimentàlnoie puteixéstvie, vospominània (Un viatge sentimental, memòries) en la línia d'Un viatge sentimental a través de França i Itàlia de Laurence Sterne. Aquell mateix any se li permeté de retornar a la URSS.
A més de crítica literària i biografies sobre autors com ara Laurence Sterne, Maksim Gorki, Lev Nikolàievitx Tolstoi, i Vladímir Maiakovski, va escriure un cert nombre de treballs semiautobiogràfics disfressats com a ficció, que també serviren com a experiments en les teories literàries que desenvolupava.
Xklovski és potser més conegut per haver desenvolupat el concepte de otstranénie o desfamiliarització (també traduït com a "allunyament" i "estranyament") en la literatura. Explicà el concepte en un important assaig titulat "L'art com a tècnica" (també traduït com a "L'art com a mecanisme") que comprenia el primer capítol de la seva Teoria de la prosa, publicada per primer cop el 1925:
| « | El propòsit de l'art és transmetre la sensació de les coses tal com són percebudes i no com són conegudes. La tècnica de l'art és fer 'desconeguts' els objectes, fer difícils les formes, augmentar la dificultat i la magnitud de la percepció, atès que el procés de percepció és un final estètic en si mateix i ha de ser perllongat. L'art és una manera d'experimentar la qualitat o essència artística d'un objecte; l'objecte no és important." (Xklovski, "L'art com a tècnica", 12) | » |

En altres paraules, l'art presenta les coses des d'una altra òptica, no familiar, per la via de la manipulació formal. Això és el que és artístic de l'art.
L'obra de Xklovski empeny el formalisme rus cap a la comprensió de l'activitat literària com a part integral de la pràctica social, una idea que esdevé important en l'obra de Mikhaïl Bakhtín i els estudiosos de semiòtica russos i de l'Escola de Praga.
Morí a Moscou el 1984.

### En castellà
- Sklovski, Viktor. La disimilitud de lo similar, Madrid, Alberto Corazón Editor, 1973.
- Sklovski, Viktor. Viaje sentimental, Barcelona, Anagrama, 1972.
- Sklovski, Viktor. Maiakovski, Barcelona, Anagrama, 1972.
- Shklovski, Viktor. Zoo o cartas de no amor, Ático de los Libros, 2010

### En anglès
- A Sentimental Journey: Memoirs, 1917-1922 (1923, traduït el 1970)
- Zoo, or Letters Not About Love (1923, traduït in 1971)
- Mayakovsky and his circle (1941, traduït el 1972)
- Third Factory (1926, traduït el 1979)
- Theory of Prose (1925, traduït el 1990)
- Leo Tolstoy (1963, traduït el 1996)
- Knight's Move (1923, traduït el 2005)
- Energy of Delusion: A Book on Plot (1981, traduït el 2007)